# Municipio de Monroe (condado de Guilford)
El municipio de Monroe (en inglés: Monroe Township) es un municipio ubicado en el  condado de Guilford en el estado estadounidense de Carolina del Norte. En el año 2010 tenía una población de 10.487 habitantes.

## Geografía
El municipio de Monroe se encuentra ubicado en las coordenadas 36°9′59.49″N 79°45′6.11″O / 36.1665250, -79.7516972.